# أنجيلا خوري
أنجيلا جورداك خوري (بالإنجليزية: Angela Jurdak Khoury)‏ (24 سبتمبر 1915 - 29 مايو 2011 في واشنطن) دبلوماسية لبنانية وأستاذة جامعية مقيمة في واشنطن العاصمة.

## النشأة
ولدت أنجيلا جورداك في ضهور الشوير، سوريا العثمانية في 24 سبتمبر 1915. التحقت أنجيلا بالكلية الأمريكية للبنات، ثم الجامعة الأمريكية في بيروت. حصلت على درجة البكالوريوس في عام 1937 وحصلت على درجة الماجستير في عام 1938 في علم الاجتماع. لاحقًا، حصلت على درجة الدكتوراه في العلاقات الدولية من الجامعة الأمريكية في واشنطن العاصمة.
كانت أنجيلا عضوًا في فريق التنس الوطني اللبناني، وعازفة على البيانو في حفلات موسيقية، وكانت أيضًا سباحة لمسافات طويلة.